# Pterostemon bravoanus
Pterostemon bravoanus är en tvåhjärtbladig växtart som beskrevs av J. Jimenez Ramirez och M. Martinez Gordillo. Pterostemon bravoanus ingår i släktet Pterostemon och familjen Iteaceae. Inga underarter finns listade i Catalogue of Life.